# 카툰 네트워크 (중동부유럽)
카툰 네트워크(영어: Cartoon Network)는 체코와 헝가리, 몰도바, 루마니아, 슬로바키아를 대상으로 하는 어린이 텔레비전 채널이다. 카툰 네트워크는 1993년 9월 17일 유럽 전체를 대상으로 한 방송국을 설립하였고, 이후 중부와 동부 유럽 대상 방송국을 1998년 9월 1일 분리설립하였다.

## 역사

### 1990년대
1993년 9월 17일, 카툰 네트워크는 영국 지사에서 유럽 전체를 대상으로 영어 채널을 송출하기 시작했다. 오전 6시부터 오후 10시까지는 카툰 네트워크의 프로그램을, 나머지 시간에는 TNT의 프로그램을 방송하였다. 초기에는 암호화되지 않은 상태로 위성을 통해 전송되었다.

## 잡지
카툰 네트워크 매거진(Cartoon Network Magazin)은 초기 월간 발행되었다가 이후 격월 발행되었다. 첫 판은 2006년 11월 발행되었다.

## 같이 보기
- 카툰 네트워크 (동음이의)
- 카툰 네트워크의 텔레비전 프로그램 목록